# Región de Louga
Louga es el nombre de una región de Senegal y de su capital. La región se encuentra en el norte del país, y su capital, la ciudad de Louga, en el noroeste de la región, a unos 50 km de distancia de la costa atlántica. La población de la ciudad era de 67.000 habitantes en 1994. Tiene una superficie de 29.188 km², que por su extensión es similar a la de Albania. Está hermanada con la ciudad española de Torrelavega.

## Departamentos con población en noviembre de 2013
- Departamento de Kébémer 259,083
- Departamento de Linguère 241,898
- Departamento de Louga 373,212

- Datos: Q738061
- Multimedia: Louga Region / Q738061